# Wittite
La wittite è un minerale.